# Đường vành đai 4 (Thành phố Hồ Chí Minh)
Đường vành đai 4 Thành Phố Hồ Chí Minh (ký hiệu toàn tuyến là CT.41) là một đoạn đường vành đai thuộc hệ thống đường cao tốc Việt Nam có tầm quan trọng tại khu vực Đông Nam Bộ, đi qua địa bàn các tỉnh thành Đồng Nai, Tây Ninh và Thành phố Hồ Chí Minh.
Tuyến đường này chính thức khởi công xây dựng vào ngày 18 tháng 6 năm 2025 (đoạn qua Bình Dương).

## Lộ trình
Toàn bộ tuyến đường cao tốc có tổng chiều dài 207 km, bắt đầu tại đường cao tốc Biên Hòa – Vũng Tàu, kết thúc tại Cảng Hiệp Phước, Thành phố Hồ Chí Minh; trong đó đoạn qua Bà Rịa – Vũng Tàu dài 18,3 km, đoạn qua Đồng Nai dài 35 km, đoạn qua Bình Dương dài 47,8 km, đoạn qua Long An dài 74,5 km và đoạn qua Thành phố Hồ Chí Minh dài 18,3 km. Tuyến đường đi qua địa giới hành chính của 14 huyện, thị xã, thành phố thuộc 5 tỉnh, thành phố: các huyện, thị xã Phú Mỹ, Châu Đức (Bà Rịa – Vũng Tàu); các huyện: Cẩm Mỹ, Trảng Bom (Đồng Nai); các huyện, thành phố, thị xã: Bắc Tân Uyên, Tân Uyên, Bến Cát (Bình Dương); các huyện: Củ Chi, Nhà Bè (Thành phố Hồ Chí Minh); các huyện: Đức Hòa, Đức Huệ, Thủ Thừa, Bến Lức, Cần Đước, Cần Giuộc (Long An)

### Đoạn 1: Cảng Phú Mỹ – Trảng Bom
Bắt đầu tại điểm giao với đường cao tốc Biên Hòa – Vũng Tàu tại Km 40 +000 (khu vực cảng Phú Mỹ, tỉnh Bà Rịa – Vũng Tàu), hướng về sân bay quốc tế Long Thành và kết thúc tại thị trấn Trảng Bom, tỉnh Đồng Nai. Đoạn đường này sẽ giao với đường cao tốc Thành phố Hồ Chí Minh – Long Thành – Dầu Giây (tại Km 39 + 150).

### Đoạn 2: Trảng Bom – Bến Cát
Bắt đầu tại Quốc lộ 1A (thuộc thị trấn Trảng Bom, tỉnh Đồng Nai), qua sông Đồng Nai tại cầu Thủ Biên và kết thúc tại Quốc lộ 13 (thành phố Bến Cát, tỉnh Bình Dương).

### Đoạn 3: Tân Uyên – Củ Chi
Bắt đầu tại Quốc lộ 13 (khu vực Bến Cát – Tân Uyên, tỉnh Bình Dương), qua sông Sài Gòn tại cầu Phú Thuận và kết thúc tại Quốc lộ 22 (Km 23 + 500 thuộc huyện Củ Chi, Thành phố Hồ Chí Minh).

### Đoạn 4: Củ Chi – Bến Lức
Bắt đầu tại Quốc lộ 22 (Km 23 + 500 thuộc huyện Củ Chi, Thành phố Hồ Chí Minh), đi song song ĐT.823 đến nút giao đường HCM Chơn Thành - Đức Hòa-ĐT825-ĐT823D-QLN2, đi thẳng đến sông vàm cỏ đông tại cầu Trà Cú qua huyện Đức Huệ giao cắt với QLN2 tại Xã Thạnh Lợi đi thẳng song song với ĐT 816 rẻ trái vượt tiếp sông Vàm Cỏ Đông tại cầu An Thạnh đến ĐT830 kết thúc tại nút giao Bến Lức (gần điểm giao cắt với đường cao tốc Thành phố Hồ Chí Minh – Trung Lương).

### Đoạn 5: Bến Lức – Hiệp Phước
Bắt đầu tại nút giao Bến Lức (gần nút giao với đường cao tốc Thành phố Hồ Chí Minh – Trung Lương), và kết thúc tại nút giao kết nối với khu quy hoạch cảng Hiệp Phước (huyện Nhà Bè, Thành phố Hồ Chí Minh).

## Thiết kế
- Quy mô mặt cắt ngang 8 làn xe cao tốc 2 làn dừng khẩn cấp nền đường rộng 39.75m có đường song hành hai bên và các hành lang để bố trí cây xanh, các công trình hạ tầng kỹ thuật, dự trữ mở rộng. Tổng chiều rộng mặt cắt ngang 75m lớn nhất là 120 m. Một số vị trí đặc biệt có thể thu hẹp phần dải dự trữ
- Đường cao tốc loại I; vận tốc thiết kế 100–120 km/h . theo tiêu chuẩn thiết kế đường cao tốc TCVN 5729–2012
- Đường song hành có ít nhất 2 làn xe tiêu chuẩn TCVN 4054 – 05 hoặc TCXDVN 104 – 2007. Đường song hành sẽ được đầu tư phân kỳ tuỳ theo nhu cầu vận tải và sự phát triển các đô thị 2 bên.

## Vai trò của đường cao tốc vành đai 4
- Sau khi hình thành, tuyến đường Vành đai 4 có vai trò tiếp nhận và giải tỏa lưu lượng giao thông từ miền Tây Nam Bộ, giảm tải và hạn chế tình trạng ùn tắc giao thông trên các tuyến đường nội đô Thành phố Hồ Chí Minh.
- Ngoài ra, tuyến đường cũng tạo điều kiện thuận lợi kết nối các tỉnh trong khu vực kinh tế trọng điểm phía Nam, kết nối khu vực đồng bằng sông Cửu Long với khu vực miền Đông Nam Bộ với khu cảng Hiệp Phước, cảng Long An góp phần thúc đẩy lưu thông hàng hóa, tạo điều kiện phát triển dịch vụ cảng.

## Tổng kinh phí xây dựng
- Đoạn 1: Phú Mỹ – Trảng Bom dài 45,5 km, kinh phí 21.000 tỷ đồng.
- Đoạn 2: Trảng Bom – Quốc lộ 13 dài 51,9 km, kinh phí 24.000 tỷ đồng.
- Đoạn 3: Quốc lộ 13 – Quốc lộ 22 dài 32,2 km, kinh phí 12.000 tỷ đồng.
- Đoạn 4: Quốc lộ 22 – Bến Lức dài 41,6 km, kinh phí 23.000 tỷ đồng.
- Đoạn 5: Bến Lức – Hiệp Phước dài 35,8 km, kinh phí 20.000 tỷ đồng.

Đường cao tốc dự kiến khởi công vào năm 2024, vốn đầu tư 100.000 tỷ đồng, hoàn thành sau 4 năm.

## Lộ trình chi tiết
- IC : Nút giao, JCT : Điểm lên xuống, SA : Khu vực dịch vụ (Trạm dừng nghỉ), TG : Trạm thu phí, TN : Hầm đường bộ, BR : Cầu
- Đơn vị đo khoảng cách là km.

| Số                                       | Tên | Khoảng cách từ đầu tuyến | Kết nối | Ghi chú | Vị trí | Vị trí |
| ---------------------------------------- | --- | ------------------------ | ------- | ------- | ------ | ------ |
| 1.000 mi = 1.609 km; 1.000 km = 0.621 mi |     |                          |         |         |        |        |